# Stenodyneroides kolensis
Stenodyneroides kolensis är en stekelart som först beskrevs av Giordani Soika 1934.  Stenodyneroides kolensis ingår i släktet Stenodyneroides och familjen Eumenidae. Inga underarter finns listade i Catalogue of Life.